# پشموکی (فاریاب)
پشموکی، روستایی در دهستان مهروئیه بخش مرکزی شهرستان فاریاب در استان کرمان ایران است.

## موقعیت
پشموکی در محور کهنوج - فاریاب قرار دارد؛ همچنین این روستا از سمت شرق با روستای مهروئیه پایین و از سمت غرب با روستای مقرب همسایه است.

## جمعیت
بر پایه سرشماری عمومی نفوس و مسکن در سال ۱۳۹۵، جمعیت این روستا برابر با ۴۹۶ نفر (۱۳۰ خانوار) بوده‌است.